# Tastenbeschriftung
Auf den Standardtasten (Buchstaben-, Zahlen- und OEM-Tasten) von Computertastaturen können mehrere Zeichen abgebildet sein, der Regelfall liegt bei bis zu drei Tastenbelegungen.
Bei den meisten Tasten verhält es sich wie folgt: Links unten (auf Bild Position 1) ist das Zeichen, das durch Drücken der Taste ohne Sondertaste (Alt Gr, Shift, Strg, Alt, Shift Lock) erzeugt wird. Links oben (2) ist das Zeichen abgebildet, das durch Halten von Shift + Drücken der Taste erzeugt wird und 
rechts unten (3) ist das Zeichen, das durch Halten von Alt Gr + Drücken der Taste erzeugt wird. 

Fünffache Belegung der Umlauttasten auf Schweizer Tastaturen

Es gibt Ausnahmen, so sind die Umlauttasten auf Schweizer Tastaturen fünffach beschriftet (Als Beispiel das ö: Position 1: «ö»; Position 2: «é» Position 3: «é» Position 4: «ö»). Falls die Deutschschweizer Tastaturtreiber geladen sind, so sind nur die linken zwei Beschriftungen zu beachten, d. h. ohne Shift wird ein «ö», mit Shift ein «é» ausgegeben. Mit französischschweizer Tastaturtreibern dagegen sind nur die zwei rechten Beschriftungen zu beachten, d. h. ohne Shift wird ein «é», mit Shift ein «ö» ausgegeben. Der Vorteil darin ist, dass nicht separate Tastaturen für die deutsch- und französischsprachige Schweiz produziert werden müssen, sondern für beide Sprachregionen dieselben Tastaturen – nur mit anderen Treibern – verwendet werden können. Daneben kann mit der Alt Gr-Taste noch das «{» erzeugt werden.
Die Position rechts oben (4) wird in manchen anderen Layouts dagegen für das Zeichen verwendet, welches mittels Halten von Alt Gr + Shift + Drücken der Taste realisiert wird.
Unter Windows lassen sich solche Belegungen durch spezielle Tastaturtreiber erreichen; unter X bei Linux sind in den meisten Tastaturlayouts bereits solche Dritt- und Viertbelegungen vordefiniert.
Beispielsweise lassen sich im deutschen Tastaturlayout Symbole wie ™, ©, Ω, Æ usw. per Alt-Gr- oder Alt-Gr+Shift-Kombination erzeugen.
Da aber zurzeit keine Norm für diese zusätzlichen Belegungen existiert, sind entsprechend bedruckte Tastaturen auf dem Markt gewöhnlich nicht zu finden.